# Жилин, Евгений Владимирович
Евге́ний Влади́мирович Жи́лин (укр. Євген Володимирович Жилін; 6 января 1976, Харьков, УССР, СССР — 19 сентября 2016, Горки-2, Одинцовский район, Московская область, Россия) — украинский общественный деятель, руководитель Харьковской общественной организации «Оплот» и структур корпорации «Оплот». Получил широкую известность на Украине в конце 2013 — начале 2014 годов как активный противник и критик Евромайдана.

## Биография

### Ранние годы
Евгений Жилин родился 6 января 1976 года в Харькове в семье инженера-конструктора. Отец — Жилин Владимир Тимофеевич, 1950 г. р. Мать — Александра Борисовна, 1947 г. р.
В 1993 году поступил в Харьковский университет внутренних дел на факультет экономической безопасности по специальности «правоведение», который окончил в 1997 году.

### Служба в правоохранительных органах до ареста
В 1997 году поступил на службу оперуполномоченным в управление по борьбе с организованной преступностью Управления Министерства внутренних дел Украины (УМВДУ) в Харьковской области.
В 2005 году был откомандирован в распоряжение харьковского управления Службы безопасности Украины, однако уже вскоре был задержан по обвинению в совершении уголовного преступления и помещён в СИЗО.

### Арест
С 21 марта 2005 года по 20 декабря 2007 года находился в СИЗО города Харькова по обвинению в совершении преступлений, предусмотренных ст. 194 ч. 2, 263 ч. 1, 364 ч. 3, 365 ч. 2 УК Украины (умышленное уничтожение имущества опасным способом, незаконное обращение со взрывоопасными материалами, превышение власти или служебных полномочий, если оно сопровождалось насилием, применением оружия или болезненными и оскорбляющими личное достоинство потерпевшего). Жилин и ещё один сотрудник харьковского УБОП Барышев Е. Г., по версии следствия, 26 октября 2004 года подложили взрывное устройство под автомобиль тогдашнего депутата Харьковского городского совета Геннадия Кернеса. Также проходил свидетелем по отравлению президента Украины Виктора Ющенко. В 2007 году Жилин был оправдан и восстановлен в должности и звании. По словам Жилина, судимость была аннулирована, а период пребывания в СИЗО зачтён в служебный стаж.

### Восстановление на службе
В 2008 году продолжил службу в Управлении по борьбе с организованной преступностью (УБОП) УМВДУ в Харьковской области, откуда в 2010 году ушёл на пенсию по выслуге лет. Учитывая период пребывания в СИЗО, который был зачтён год за три, а также службу в УБОП, где год службы засчитывается за полтора, Жилин, по его словам, вышел на пенсию в 34 года, имея 27 лет выслуги. Имел специальное звание капитана милиции.

### 2010—2013
После выхода на пенсию активно занялся общественной деятельностью и бизнесом. В 2010 году в Харькове был создан «Оплот» как общественная организация, через год возник одноимённый спортивный клуб. В течение нескольких лет Жилин также создал Благотворительный фонд «Оплот», Юридическую компанию «Оплот», Аудиторскую компанию «Оплот-аудит» и Информационное агентство «Оплот-Инфо».
В 2012 году поступил на контрактной основе на исторический факультет Харьковского национального университета имени Василия Каразина (в июне 2014 года был отчислен).
С 2012 года — кандидат юридических наук.
Как утверждает журналист Станислав Лодыгин, занимающийся криминальными расследованиями для украинского издания «Аргумент», бизнес, которым занимался Жилин, был специфическим и заключался в конвертации, обналичивании и транспортировке наличных. Утверждается, что подобная деятельность не могла осуществляться без одобрения местных властей (в том числе того же городского головы Харькова Геннадия Кернеса, с которым у Жилина сложились нормальные отношения). Приводятся также факты, свидетельствующие о преференциях перед конкурентами, которые бизнес Жилина получал от силовых структур. Лодыгин, помимо прочего, обвинял Жилина в связях с местным и российским криминалом и российскими спецслужбами.
В апреле 2013 года в связи с 70-летием освобождения Украины от немецко-фашистских захватчиков Жилин провёл в Киеве у памятника Николаю Ватутину выставку, посвящённую преступлениям ОУН-УПА. Предполагая возможное нападение на выставку, обеспечил её охрану с помощью 150 членов бойцовского клуба «Оплот». Во время дискуссий с представителями украинских националистов и партии «Свобода» вокруг выставки вызвал народного депутата Игоря Мирошниченко и других представителей партии «Свобода» на поединок по боям без правил в клетке для таких состязаний в корпорации «Оплот», предложив «сторонникам ОУН-УПА» сразиться со «сторонниками Красной армии» с целью определить, за кем правда. Представители украинских националистов вызов не приняли.
Как утверждает журналист Станислав Лодыгин, Жилин имел отношение и к стычкам в центре Киева, произошедшим 18 мая 2013 года. На этот день оппозиция запланировала акцию «Вставай, Украина!». Партия регионов, со своей стороны, организовала антифашистский марш «В Европу без фашистов», к участию в котором были привлечены доставленные в Киев многочисленные молодые люди спортивного телосложения, представлявшие «Молодые регионы». После митинга группа «спортсменов» напала на митинг партии «Свобода», а заодно были избиты двое корреспондентов, снимавших происходящее. Один из нападавших впоследствии был опознан как Вадим Титушко из Белой Церкви. После суда над ним слово «титушки», образованное от его фамилии, стало на Украине собирательным термином для обозначения молодых людей, негласно используемых в качестве подстрекателей и наёмников для организации силовых провокаций, потасовок, иных акций с применением физической силы.
Выступал против подписания Соглашения об ассоциации Украины с Евросоюзом и за сохранение экономических связей с Россией.

### Деятельность в период Евромайдана
Буквально с первых дней акций протеста в Киеве Жилин занял жёсткую антимайдановскую позицию. Он организовывал и направлял в Киев группы «титушек» для участия в антимайдановских акциях и устраивал нападения на его участников. Публично призывал к жёсткому обращению со сторонниками Евромайдана. Так одному из участников протестов в Киеве, активисту Автомайдана Дмитрию Булатову, сторонники «Оплота» отрезали ухо. Заявлял, что его организация будет требовать от властей Украины разгона Майдана, а также законными методами добиваться наказания виновных, которые блокируют и захватывают здания, перекрывают движение в центре Киева.
11 января члены «Оплота» пытались помешать проведению в Харькове Форума евромайданов.
17 января 2014 года, на другой день после принятия Радой «законов 16 января», совместно с членами организации «Оплот» провёл в Киеве акцию по блокированию автомобилей участников Автомайдан, после чего провёл пресс-конференцию, где заявил, что Майдан надо «разнести по кусочкам», и пообещал через две недели вернуться со своими сторонниками и разобрать баррикады на площади Независимости.
В конце января — начале февраля вместе со своей организацией «Оплот» принял активное участие в формировании отрядов сепаратистов в юго-восточных регионах Украины. Координировал охрану Харьковской областной государственной администрации от предполагавшихся попыток её силового захвата приезжими сторонниками Евромайдана. 1 февраля поддержал провозглашённое на внеочередном съезде первичных партийных организаций Партии регионов создание Всеукраинского общественного союза «Украинский фронт», в «народную гвардию» которого его движение вошло в полном составе.

### Российско-украинская война
После победы Евромайдана Жилин вернулся в Харьков. 22 февраля Жилин принял участие в Харьковском съезде депутатов всех уровней юго-восточных областей Украины, города Севастополя и Автономной Республики Крым, на котором призывал «создать народные дружины» и вооружить их. Фактически, однако, эти призывы не получили официальной поддержки.
Служба безопасности Украины обнародовала материалы прослушки, из которых следовало, что Евгений Жилин координировал свою деятельность с помощником Президента РФ Сергеем Глазьевым и депутатом Константином Затулиным.
24 февраля назначенный Верховной радой исполняющим обязанности министра внутренних дел Арсен Аваков заявил, что против Евгения Жилина начато уголовное производство. Ещё через два дня Аваков заявил, что Жилин покинул Украину 21 февраля.
На Украине «Оплот» был объявлен террористической организацией. МВД и СБУ Украины в дальнейшем приписывали «Оплоту» и непосредственно Жилину причастность к вооружённым акциям, имевшим место в Харькове и Харьковской области в 2014—2015 годах. Наиболее известной такой акцией стал теракт, совершённый 22 февраля 2015 года в Харькове. Сотрудники СБУ в ходе расследования задержали троих жителей области, которые оказались членами организации «Оплот». Один из них дал признательные показания и сообщил, что теракт был организован по указанию из России и что за его организацию ему пообещали вознаграждение в $10 тыс.

#### Война на Донбассе
16 апреля 2014 года группа вооружённых автоматами и винтовками пророссийских сепаратистов под руководством Жилина и Александра Захарченко, руководившего донецким филиалом «Оплота», захватила здание городского совета в Донецке.
В конце мая 2014 года бойцы донецкого «Оплота» взяли под охрану резиденцию Рината Ахметова в Донецке. Позднее непосредственно в Донецке под их контролем находились здание Донецкого городского совета, офисы региональных телеканалов «Донбасс» и «Юнион».
В июне 2014 года стало известно о сформировании на базе донецкого «Оплота» батальона, вошедшего в структуру вооружённых формирований ДНР.
Как утверждал Жилин осенью 2014 года, именно он в течение лета занимался активным лоббированием в Москве своей организации, донецкого «Оплота» и самого Захарченко.
В конце августа 2014 года на сайте «Оплота» появилась информация о назначении Жилина старшим советником по экономике подконтрольной России ДНР.
Как сообщает «Газета. Ru», свою общественную и коммерческую деятельность в России Евгений Жилин начал в 2014 году сразу после отъезда с Украины. В июне 2014 года он зарегистрировал в Москве межрегиональную спортивно-патриотическую общественную организацию «Оплот», собиравшую в России гуманитарную помощь для ДНР.

## Деятельность в России
В августе 2015 года он стал учредителем ещё одного «Оплота», который специализировался на спортивной деятельности — обучении детей боевым искусствам. Ровно за месяц до своей гибели, в августе 2016 года, Жилин зарегистрировал вместе со своими бизнес-партнёрами из Подмосковья два предприятия — ООО «Оплот» и ООО «Русь», с помощью которых он, видимо, собирался легализовать свою охранную деятельность на территории России.

## Уголовное преследование
Помимо уголовного дела, по которому Жилин пребывал в СИЗО в 2005 - 2007 гг, 26 февраля 2014 года и. о. Генерального прокурора Украины Олег Махницкий заявил об открытии в отношении организации «Оплот» уголовного производства по ст. 260 Уголовного кодекса Украины (создание незаконных вооружённых формирований). По словам министра МВД Арсена Авакова, Евгений Жилин был объявлен в розыск.
3 апреля 2014 года Арсен Аваков заявил на пресс-конференции, что организация «Оплот» была причастна к избиениям и похищениям активистов Евромайдана. Кроме задач осуществлять поджоги автомобилей, «им были переданы функции похищения и избиения активистов», — сообщил Аваков. Тогда же Генеральная прокуратура Украины (ГПУ) объявила четырём гражданам о подозрении в нападении на активистов Евромайдана и их похищении в январе 2014 года. По данным следствия, подозреваемые были привлечены к совершению этих действий руководителем «Оплота» Евгением Жилиным.
В марте 2015 года прокуратура Харьковской области в ходе финансово-хозяйственного мониторинга деятельности коммунальных предприятий Харьковского городского совета, проведённого с региональным управлением СБУ, установило факт участия Евгения Жилина за период с 2012 по 2014 год в присвоении через фиктивные фирмы более 1 млрд гривен, в том числе 100 млн гривен коммунальных предприятий Харькова. Прокуратура Харьковской области начала уголовное производство по факту пособничества в присвоении средств территориальной общины, совершённое по предварительному сговору группой лиц (ч. 5 ст. 27, ч. 5 ст. 191 Уголовного кодекса Украины), в рамках уголовного производства лидер «Оплота» был объявлен в розыск.
В сентябре 2015 года СБУ заблокировала несколько банковских счетов Жилина. Сообщалось, что всего на счетах родственников Жилина в банковских учреждениях было заблокировано более 1,75 миллиона гривен.
28 января 2016 года Печерский районный суд Киева заочно арестовал Евгения Жилина. Его обвинили в «насильственном противодействии массовым акциям активистов Евромайдана», а также в «незаконном похищении человека по предварительному сговору группой лиц, которое сопровождалось причинением потерпевшему физических страданий».
26 августа 2016 года Военная прокуратура сил антитеррористической операции вызывала Жилина на допрос как подозреваемого в финансировании террористических организаций.

## Убийство
С 2015 года был зарегистрирован на территории Российской Федерации. Убит 19 сентября 2016 года в ресторане «Ветерок» в подмосковном посёлке Горки-2. Убийца застрелил Жилина и тяжело ранил его спутника Андрея Козырева (замкомандира батальона Народной милиции ЛНР), после чего уехал на припаркованном возле заведения автомобиле с водителем. Следователи ГСУ СК РФ по Московской области установили, что лидера партии «Оплот» Евгения Жилина застрелил уроженец Украины Николай Дидковский. Суд по ходатайству ГСУ СК РФ по Московской области вынес решение о заочном аресте Дидковского. Он был объявлен в международный розыск.
Следственный комитет России возбудил уголовное дело по статьям 105 (убийство) и 222 УК РФ (незаконный оборот оружия). Приоритетная версия убийства, озвученная следствием, — «коммерческая деятельность», но «не исключаются личные неприязненные отношения». В качестве мотивов преступления называют борьбу за распределение денежных средств, полученных от продажи угля, добываемого в ДНР/ЛНР, так Козырев сообщил, что они с Жилиным прибыли на встречу, которая «касалась шахт Донбасса». По другой версии, причины убийства следует искать в деятельности Жилина в составе команды харьковского городского головы Кернеса. Также есть версия с местью Авакова, который с помощью российского криминалитета расправился со старым врагом.
Похоронен близ села Нежеголь, Шебекинского района, Белгородской области.

## Семья
Был женат, имел троих дочерей. По сообщениям украинских СМИ, семья после 2014 года проживала в России.